# Abacost

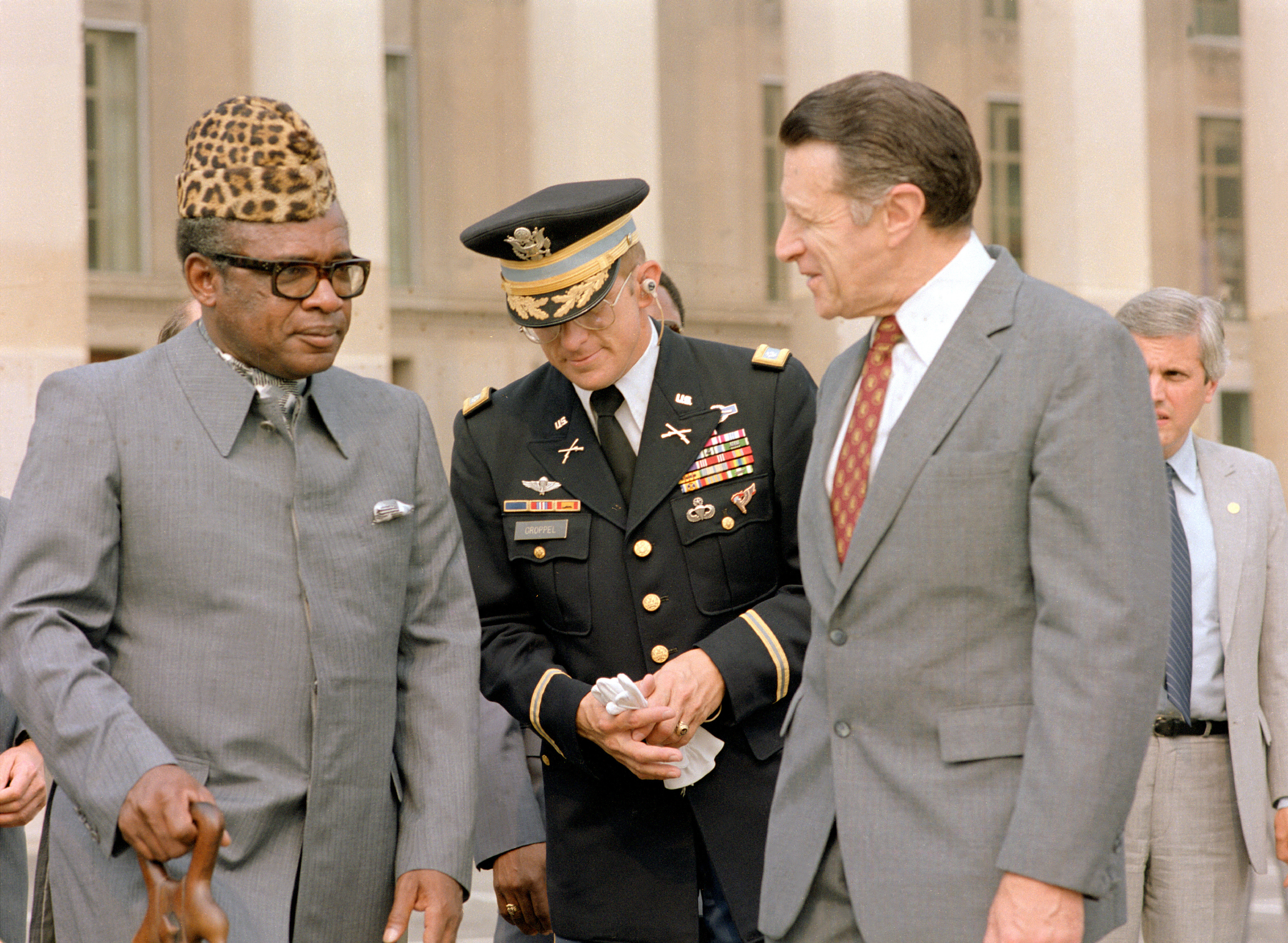
Diktátor Mobutu oblečený do abacostu (na obr. postava nejvíce vlevo) v roce 1983

Abacost (z francouzského „á bas le costume“ - „pryč s oblekem“) byl druh slavnostního oděvu, který zavedl konžský diktátor Mobutu Sese Seko. Tento samovládce vyhlásil počátkem 70. let program „autentismu“, tedy návratu k tradiční africké kultuře. V jeho rámci označil tradiční evropský mužský oblek se sakem a kravatou za symbol kolonialismu a zakázal jeho nošení. Nahradila ho úzká blůza vojenského střihu s vysokým límcem, inspirovaná oblečením, jaké nosil Mao Ce-tung. Abacost, jakkoli byl v tropických podmínkách nepohodlný, museli při oficiálních příležitostech nosit všichni hodnostáři až do pádu Mobutova režimu v roce 1997.